# Palatin (Rom)

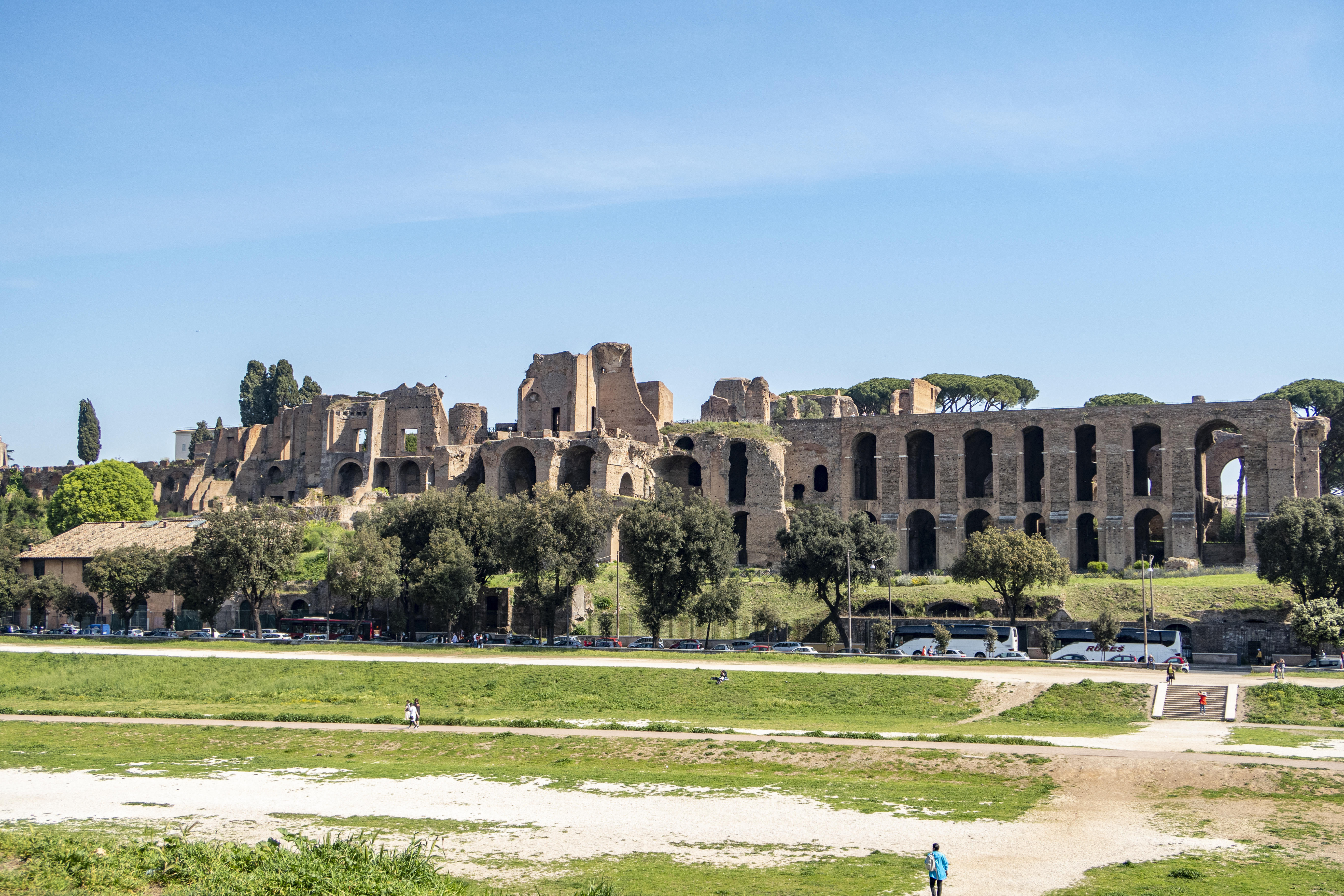
Ruinen der Domus Augustana auf dem Palatin vom Circus Maximus aus gesehen

Schematische Karte der sieben Hügel Roms

Der Palatin (lateinisch mons Palatinus, italienisch (colle) Palatino) ist einer der sieben Hügel Roms und gilt als ältester bewohnter Teil der Stadt. Bereits im 10. Jahrhundert v. Chr. befanden sich auf dem Palatin menschliche Ansiedlungen.

## Name
Der Name dieses Hügels war bis zur Spätantike als Palatium und nicht als Mons Palatinus bekannt, während er im Mittelalter mit il Palazzo maggiore bezeichnet wurde. Erst seit der Renaissance ist der Name Palatin(us) beziehungsweise mons Palatinus aufgekommen.
Die Kaiserpaläste auf dem Palatin trugen gemeinsam den Namen palatium, daraus entwickelten sich der italienische Begriff palazzo, der französische palais, der englische palace und der deutsche Palast. Auch das Wort Pfalz als Regierungsstätte des deutschen Königs bzw. Kaisers stammt davon ab, sowie der Paladin, Archetyp der kaiserlichen Palastwache.

## Geografie

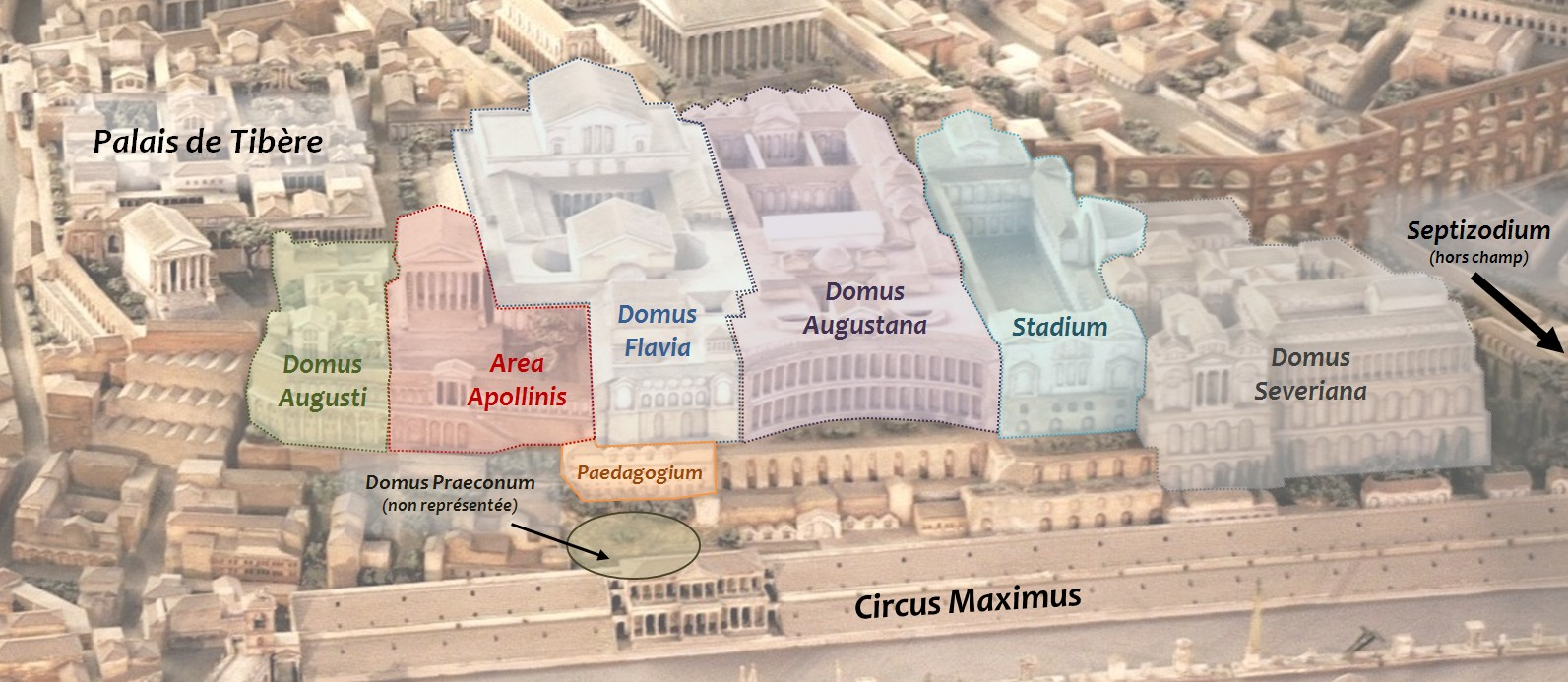
Die Bauten auf dem Palatin

An den Palatin grenzen im Norden das Forum Romanum, im Westen das Tal Velabrum und das Forum Boarium sowie im Süden das Tal des Circus Maximus. Nach fast allen Seiten – außer im Nordosten, wo sich der höhere Hügelrücken der Velia befindet – fällt der Hügel etwa 30 Meter steil ab. Seine Höhe beträgt etwa 51 m, während die Gesamtfläche auf dem Hügelrücken etwa 10 Hektar einnimmt. Ursprünglich gliederte sich der Hügel durch eine ostwestlich verlaufende Senke in zwei flache Kuppen, den Palatin im Südosten und den Germalus im Nordwesten. Der Name Palatin dehnte sich auf den ganzen Hügel als allgemeiner Begriff aus. Vier Zugänge führen auf den Palatin: der Clivus Victoriae von Nordwesten und die Scalae Caci von Südwesten, der Clivus Palatinus von Nordosten und der Clivus Vestae von Norden. Durch sein Konglomerat von natürlichem Fels und künstlichem Gemäuer wirkt der Palatin wie eine zusammengewachsene Einheit.

## Geschichte

Panorama des Palatin

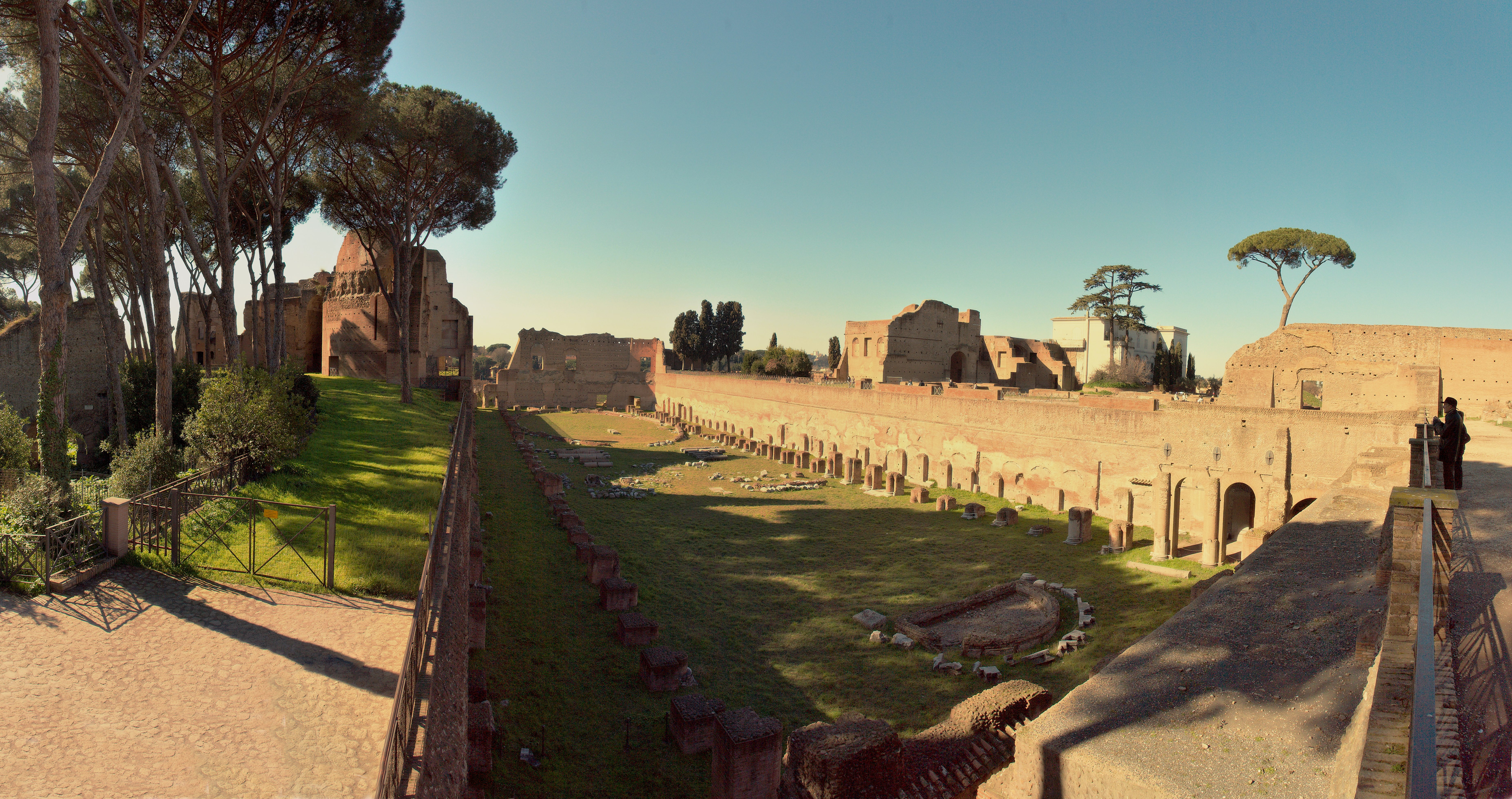
Das sogenannte Stadion Domitians

Nach der Gründungslegende Roms führten die Brüder Romulus und Remus zur Entscheidung, wer über Rom herrschen sollte, eine Vogelschau durch, Romulus auf dem Palatin, Remus auf dem Aventin. Da Romulus als Sieger ausgerufen wurde, gilt der Palatin zugleich auch als legendärer Gründungsort der Stadt. Im antiken Rom stand auf dem Palatin noch als heiliger Ort inmitten der prachtvollen Villen die Casa Romuli genannte ärmliche Hütte, in der Romulus angeblich gewohnt hatte.
Ab dem 3. und 2. Jahrhundert v. Chr. wurden auf dem Palatin Tempel errichtet. Erhalten sind unter anderem Überreste der Tempel der Magna Mater (Kybele), der Victoria und des Apollon.
Ab dem Ende der Römischen Republik im 2. Jahrhundert v. Chr. avancierte vor allem das nordwestliche Gebiet des Palatins zum Wohnviertel wohlhabender Römer. Darunter waren Aristokraten, Konsuln, Volkstribune und Redner wie Cicero, Crassus, Gaius Octavius, Catull und Publius Clodius Pulcher. Die Häuser der aristokratischen Oberschicht überboten sich gegenseitig an Luxus und Pracht. Von besonderer Bedeutung für die römische Wandmalerei ist das sogenannte Haus der Greifen, das mit Wandfresken im zweiten pompejanischen Stil ausgestattet war.
Nachdem Augustus auf dem Palatin seine Residenz eingerichtet hatte, residierten dort auch viele römische Kaiser. In der Zeit des Kaisers Tiberius wurde die Domus Tiberiana errichtet. Nero schloss den Palatin in sein Goldenes Haus ein. Zu sehen ist unter anderem noch der überdimensionale Palastkomplex Domitians mit der Domus Flavia (Regierungs- und Repräsentationsgebäude) sowie mit der Domus Augustana (Wohngebäude des Kaisers). 
Als Konstantin der Große den Regierungssitz nach Konstantinopel verlegt hatte, begann der Niedergang der Palastbauten. Byzantinische Statthalter residierten noch eine Zeit lang darin. Aus anderen wurden Kirchen.
Im frühen Mittelalter verwandelte die Familie des altrömischen Adelsgeschlechts der Frangipani die Paläste in eine Festungsanlage, die sich bis zum Titusbogen erstreckte.
Im 16. Jahrhundert wurde der Palatin zum Parkidyll umgestaltet. Reiche Familien, wie die Farnese, ließen zwischen den Ruinen die Farnesinischen Gärten entstehen.
16 Meter tief im Palatin-Hügel wurde im November 2007 eine mit Muscheln und Marmor geschmückte Höhle entdeckt. Es wird angenommen, dass es sich um die Höhle von Romulus und Remus handelt.